# Nowy cmentarz ewangelicki w Ozimku
Nowy cmentarz ewangelicki w Ozimku – czynny cmentarz ewangelicki w Ozimku (z dopuszczonymi pochówkami katolickimi).

## Historia
Cmentarz powstał w połowie XIX wieku przy zbudowanym w 1821 kościele ewangelicko-augsburskim. Został ogrodzony drewnianym parkanem wspartym na słupach z cegły. W okresie międzywojennym nekropolia została powiększona. Po 1945 większość ewangelików opuściła miasto i cmentarz ulegał stopniowej degradacji, aż do podjęcia decyzji o restauracji i ponownym otwarciu, także dla zmarłych wyznania katolickiego. Podczas remontu zniszczono jednak część starych nagrobków, w tym żelaznych, będących przykładami wyrobów lokalnego hutnictwa. Obecnie część starych płyt grobowych zgromadzono w rejonie głównego wejścia w formie lapidarium, a część pozostaje na swoich dawnych miejscach, pomiędzy nowymi grobami. 

## Osoby pochowane
Na cmentarzu pochowani są m.in.:
- Friedrich Ludwig Wachler (1797-1865), dyrektor miejscowej huty,
- Johann Leonhardt Treuheit (1875-1923), dyrektor miejscowej huty,
- Günther Brun (1881-1945), pastor nieistniejącej obecnie parafii ewangelicko-augsburskiej św. Jana Chrzciciela w Ozimku[1].

Groby zasłużonych osób oznaczone są tablicami biograficznymi.